# Homoneura subnotata
Homoneura subnotata är en tvåvingeart som beskrevs av Papp 1978. Homoneura subnotata ingår i släktet Homoneura och familjen lövflugor. Inga underarter finns listade i Catalogue of Life.